# NGC 4511
NGC 4511 (другие обозначения — MCG 10-18-63, ZWG 293.27, SBS 1229+567, PGC 41560) — спиральная галактика (Sbc) в созвездии Большой Медведицы. Открыта Уильямом Гершелем 17 марта 1790 года.
Этот объект входит в число перечисленных в оригинальной редакции «Нового общего каталога».
На фотографиях объект виден как небольшая, слегка наклонённая спиральная галактика с небольшим ярким ядром и двумя чуть более тусклыми спиральными рукавами. При визуальном наблюдении в любительский телескоп объект лучше всего виден при среднем увеличении, это очень тусклая галактика, маленькое туманное пятнышко, очень слабо вытянутое с севера на юг. Края довольно хорошо очерчены, поверхностная яркость равномерна. В 2,40′ к югу видна слабая звезда поля. Лучевая скорость: 4716 км/с. Расстояние: 211 млн. св. лет. Диаметр: 61 000 световых лет